# Маріца (фільм)
«Маріца» (рос. «Марица») — російський радянський художній фільм за мотивами однойменної оперети Імре Кальмана.

## Зміст
Маріца багата і красива, вона рано овдовіла і тепер женихи так і рояться навколо неї. Щоб відпочити від цього, вона їде у свій заміський маєток, повідомивши в газетах, що виходить заміж. Та саме там, у маєтку, вона зустрічає справжнє кохання. І, подолавши масу перешкод та кумедних непорозумінь, закохані знаходять своє щастя.

## Ролі
- Наталія Андрейченко — Маріца
- Тимофій Співак — Тасілло
- Марія Миронова — Віолетта
- Володимир Зельдін — Шандор
- Людмила Макарова — мама Зупана
- Ігор Скляр — Зупан
- Віра Сотникова — Ліза

## Знімальна група
- Автори сценарію: Володимир Константинов, Борис Рацер
- Режисер: Бєлінський
- Оператор: Едуард Розовський
- Художник: Римма Нарінян
- Звукооператор: Олена Демидова
- Директор картини: Михайло Бочевер
- Вокальні партії: Лариса Шевченко, Олексій Стеблянко

У зйомках фільму брали участь:
- Оркестр Ленінградського академічного театру опери та балету імені С.М. Кірова, диригент: С.М. Горковенко, музичний режисер: М. Алпатов
- Балет Ленінградського академічного Малого театру опери та балету, балетмейстер: К. Ласкари